# Batalla de París (1814)
La batalla de París tuvo lugar entre el 30 y 31 de marzo de 1814 entre la Sexta Coalición —que consistía de Rusia, Austria y Prusia— y el Imperio francés. Luego de un día de enfrentamientos en los suburbios de París, los franceses se rindieron el 31 de marzo, terminando así la guerra de la Sexta Coalición y obligando al Emperador Napoleón a abdicar y exiliarse.

## Antecedentes
En 1813 Napoléon estaba en retirada luego de su fallido intento de invadir Rusia. Los ejércitos de la Coalición se habían agrupado y derrotaron a los franceses en la batalla de Leipzig. El Emperador de Austria, Francisco II, estaba interesado en buscar la paz con los franceses, pero tanto el Zar Alejandro I de Rusia como el Rey Federico Guillermo III de Prusia querían invadir Francia. Justo como Napoleón había entrado a Moscú un año antes, Alejandro quería entrar a París. Hasta esta batalla, ningún ejército extranjero había marchado sobre París en casi 400 años.

## Fuerzas
Los ejércitos austriacos, prusianos y rusos se reunieron y fueron puestos bajo el mando del Mariscal de Campo Príncipe Carlos de Schwarzenberg, pero la fuerza impulsora detrás del ejército era el Zar de Rusia y el Rey de Prusia, quienes viajaron con el ejército. El ejército de la Coalición contaba con unos 150.000 soldados. Napoleón había dejado a su hermano José Bonaparte a cargo de la defensa de París con unas 20.000 tropas regulares bajo el mando del Mariscal Auguste Marmont, además de 6.000 miembros de la Guardia Nacional y una pequeña fuerza de Guardias Imperiales bajo el mando de los Mariscales Bon Adrien Jeannot de Moncey y Édouard Mortier.

## Batalla
El ejército de la Coalición llegó a las afueras de París a finales de marzo. Al acercarse a la ciudad, las tropas rusas rompieron líneas y corrieron para poder coger el primer vistazo de la ciudad. Los soldados acamparon fuera de la ciudad el 29, preparando un asalto para la mañana siguiente. A primeras horas de la mañana del 30 de marzo el ataque de la Coalición comenzó cuando los rusos atacaron y repelieron a la Guardia Joven cerca de Romainville en el centro de las líneas francesas. Unas pocas horas después, los prusianos, bajo el mando de Blücher, atacaron el norte de la ciudad y destruyeron la posición francesa cerca de Aubervilliers, pero no continuaron el asalto.
Las tropas de Württemberg tomaron las posiciones en Saint-Maur en el suroeste. Los rusos trataron de presionar su ataque pero fueron detenidos por las trincheras y la artillería antes de replegarse debido a un contraataque de la Guardia Imperial. La Guardia Imperial continuó presionando a los rusos en el centro hasta que las fuerzas prusianas aparecieron en su retaguardia.
Las fuerzas rusas entonces asaltaron las Alturas de Montmartre, en donde el cuartel de José Bonaparte había estado al principio de la batalla. El control de la zona fue fuertemente disputado, y José se escapó de la ciudad. Marmont contactó a la Coalición y llegó a un acuerdo secreto con ellos. Poco después, marchó a sus soldados a una posición, en donde fueron rodeados rápidamente por tropas de la coalición; Marmont se rindió, como había sido acordado anteriormente.

## Rendición
Alejandro I envió a un emisario para reunirse con los franceses y así apresurar la rendición. El zar ofreció generosos términos a los franceses y se declaró a sí mismo como quien traía la paz a Francia y no así su destrucción. El 31 de marzo Talleyrand le dio la llave de la ciudad al zar. Más adelante ese mismo día, los ejércitos de la coalición entraron en la ciudad con el zar a la cabeza del ejército seguido por el rey de Prusia y Schwarzenberg. El 2 de abril, el senado pasó el Acte de déchéance de l'Empereur, el cual declaró depuesto a Napoleón.
El 3 de abril las tropas de la Sexta Coalición tomaban Versalles y Compiègne.
Napoleón había avanzado hasta Fontainebleau cuando escuchó que París se había rendido. Enfurecido, quería marchar hacia la capital, pero sus mariscales no lucharían por él. Abdicó en favor de su hijo el 4 de abril. Los aliados rechazaron esto de entrada, obligando a Napoleón a abdicar incondicionalmente el 6 de abril. Los términos de su abdicación, que incluían su exilio a la isla de Elba, fueron detallados en el Tratado de Fontainebleau el 11 de abril. Un reacio Napoleón lo ratificó dos días después. El 20 de abril partía hacia la Isla de Elba.

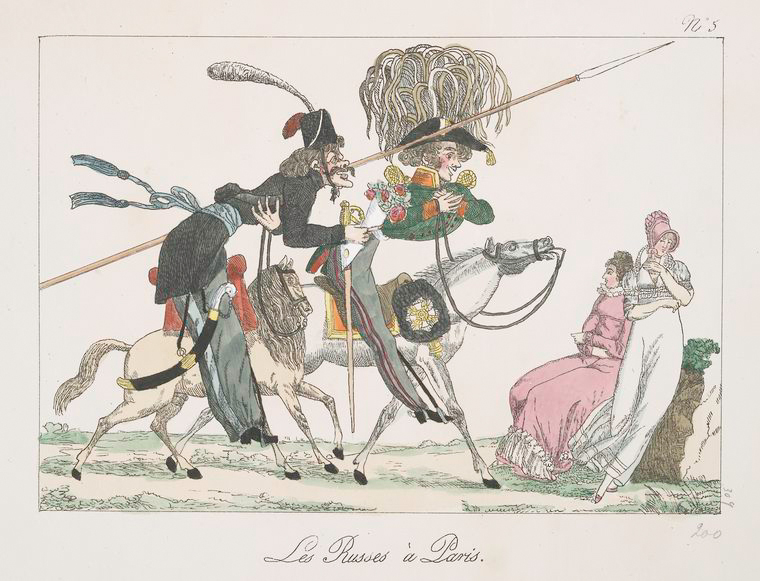
Los rusos en París (1814).